# 2025 en Afrique
Cette page concerne l'année 2025 du calendrier grégorien en Afrique, sauf dans les pays ayant leur propre article.

## Événements
- L'ONU estime qu'en 2025, 25 pays africains devraient souffrir de pénurie d'eau ou de stress hydrique.

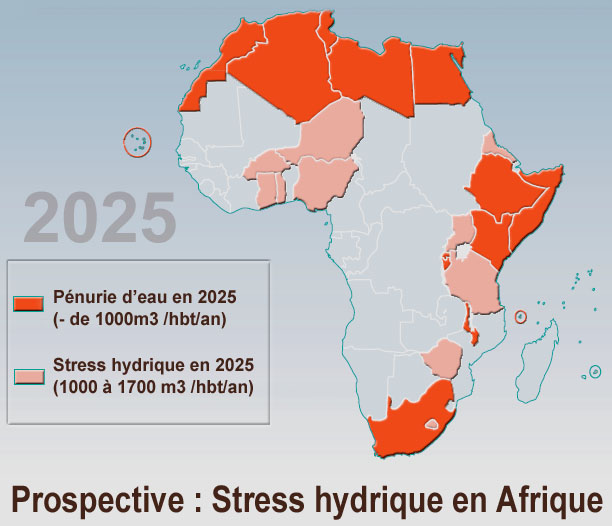

### Janvier
- 2 janvier : vingt-sept personnes sont retrouvés mortes dans deux naufrages de leurs embarcation transportant des migrants, au large des côtes de la Tunisie[1].
- 4 janvier : au moins cinq soldats camerounais sont tués, et plusieurs autres blessés, par des hommes armés venus du Nigeria, dans le village de Bakinjaw, à la frontière entre le Cameroun et le Nigeria[2].
- 7 janvier : 
  - une attaque contre un convoi de paramilitaires nigérians chargés de la lutte contre l'insécurité dans le village de Baure (district de Safana) situé dans l'État de Katsina par des bandits situé fait 21 morts[3] ;
  - dix insurgés shebabs sont tués dans une frappe aérienne, dans le sud de la Somalie[4].
- 8 janvier : 
  - un camp des Forces armées béninoises est attaqué à la frontière entre le Bénin, le Burkina Faso et du Niger dans le cadre de la guerre du Sahel ; 28 militaires et une quarantaine d"assaillants sont morts. 121 soldats béninois ont été tués entre 2021 et décembre 2024[5] ;
  - 20 personnes dont 18 assaillants sont tuées dans une attaque par un commando du palais présidentiel, à N'djamena, au Tchad[6].
- 11 janvier :
  - la ville de Wad Madani, sous contrôle des Forces de soutien rapide depuis le 19 décembre 2023[7], est prise par les forces armées soudanaises[8] ;
  - au moins dix-huit militaires burkinabè sont tués dans une attaque terroriste, dans le village de Katchirga,au nord-est du Burkina Faso[9].
- 12 janvier :
  - élections législatives aux Comores ;
  - au moins seize personnes sont tuées dans une frappe aérienne de la Force aérienne nigériane dans l'État de Zamfara, au nord-ouest du Nigeria, lorsqu'un pilote a confondu des groupes d'autodéfense locaux avec des gangs criminels[10] ;
  - au moins quarante agriculteurs sont tués par le groupe terroriste de l'État islamique en Afrique de l'Ouest, dans l'État de Borno dans le nord-est du Nigeria[11].
- 13 janvier :
  - plus de 120 civils sont tués, selon une réseau de secouristes, dans des bombardements à Omdourman dans l'agglomération de Khartoum au Soudan[12] ;
  - vingt-six militants de l'etat islamique sont tués, dont deux soldats, et plusieurs autres blessés lorsque les forces du Puntland ont capturé huit bases de l'EI au cours d'opérations militaires offensives en cours à Bari, dans l'État autonome du Puntland, en Somalie[13].
- 15 janvier : 78 corps de mineurs illégaux sont retrouvés, dans une mine d'or fermée à Stilfontein en Afrique du Sud, après un siège de plusieurs mois[14].
- 18 janvier : un camion-citerne se renverse et explose sur une autoroute dans l'État de Niger, au Nigeria, tuant au moins soixante personnes, et en blessant des dizaines d'autres[15].
- 21 janvier : 20 migrants éthiopiens sont tués lorsque leur bateau a chaviré au large du Yémen, après avoir quitté Djibouti[16].
- 23 janvier : au moins 20 pêcheurs sont tués dans l'État de Borno, dans le nord-est du Nigeria, après que des insurgés de Boko Haram ont attaqué un village[17].
- 25 janvier :
  - début de la bataille de Goma en république démocratique du Congo ;
  - au moins 30 personnes sont tuées dans une attaque de drone contre un hôpital saoudien à El-Fasher, au Soudan[18].
- 26 janvier : au moins 27 soldats nigérians sont tués et des dizaines d'autres blessés dans un attentat suicide perpétré par un combattant de l'État islamique, dans l'État de Borno, au Nigeria[19].
- 27 janvier : 
  - une vingtaine de personnes sont tuées par l'armée malienne et ses supplétifs, des  chasseurs traditionnels dozos, dans plusieurs villages des communes de Boky Wéré et de Moninpebougou[20].
  - le M23 entre dans la ville de Goma en république démocratique du Congo. Profitant de la situation, plus de 4 000 prisonniers s'évadent de la prison de la ville après avoir incendié une partie de l'établissement pour couvrir leur fuite. Cet incendie entraîne la mort d'au moins 141 femmes incarcérées et de 28 enfants en bas âge qui les accompagnaient[21].  Au moins 160 détenues auraient été violées lors de l'évasion, la plupart ayant péri  par la suite dans l'incendie[22].
- 29 janvier : le Burkina Faso, le Mali et le Niger formant l'Alliance des États du Sahel, quittent officiellement la CEDEAO[23].
- 30 janvier : au moins une dizaine d'orpailleurs sont tués, et de nombreux autres sont portés disparus, après l'éboulement d'une mine dans le sud du Mali[24].
- 30 et 31 janvier : au moins huit membres d'un groupe rebelle, ainsi qu'un nombre indéterminé de civils, sont tués, dans une attaque de drone, près de la frontière avec l'Éthiopie, à Djibouti[25].

### Février
- 1er au 28 février : 8e édition du Championnat d'Afrique des nations de football au Kenya, en Ouganda et en Tanzanie.
- 1er février :
  - au moins 56 personnes sont tuées, et 158 autres blessées, par les bombardements des Forces de soutien rapide sur le marché de Sabrein à Omdourman, dans l'État de Khartoum, au Soudan[26] ;
  - le Commandement des États-Unis pour l'Afrique annonce le bombardement de grottes à 80 km au sud-est Bosaso tuant 14 terroristes de l'État islamique en Somalie[27]. L'attaque est effectuée par 16 F/A-18 Super-Hornet d'un raid de 27 avions de ce type du Carrier Air Wing One embarqués sur le USS Harry S. Truman (CVN-75) larguant 56 tonnes de bombes JDAM en deux minutes. Il s'agit du plus important bombardement en tonnage de minutions largées mené depuis un porte-avions à cette date[28].
- 5 février :
  - une bataille entre les forces de sécurité du Puntland et l'État islamique fait 57 morts de militants étrangers, dans la région de Dharin, dans la région de Bari, au Puntland, en Somalie[29] ;
  - un incendie dans une école islamique à Kaura Namoda, dans l'État de Zamfara, au Nigeria, fait au moins 17 morts[30].
- 6 février : au moins dix soldats nigériens sont tués dans une embuscade tendue par des combattants de l'État islamique, près de la frontière avec le Burkina Faso[31].
- 7 février : au moins 32 personnes sont tuées dans une attaque jihadiste contre un convoi civil, escorté par les militaires maliens et des mercenaires du groupe paramilitaire russe Wagner, sur l'axe Ansongo-Gao, dans le nord du Mali[32].
- 9 février : deux fosses communes sont découvertes, contenant près de 50 corps de réfugiés, à Koufra en Libye[33].
- 10 février : au moins 73 terroristes sont neutralisés par l'armée burkinabée dans la province du Sourou, au Burkina Faso[34].
- 11 février :
  - au moins 27 soldats du Puntland et plus de 70 militants de l'EIIL sont tués ou blessés, dans des combats autour de la zone de Togga Jacel, dans les montagnes de Cal Miskaad, dans la région de Bari au Puntland, en Somalie[35] ;
  - des insurgés de la CODECO tuent au moins 52 personnes et en blessent huit autres, et 30 habitations civiles sont incendiées. lors d'attaques dans la province de l'Ituri, en république démocratique du Congo[36].
- 12 février :
  - en république démocratique du Congo, le massacre de Kasanga fait au moins 70 morts ;
  - plus de trente combattants de l'État islamique en Somalie sont tués, lors de frappes aériennes sur des positions dans la région de Sheebaab, au Puntland, en Somalie[27] ;
  - au moins 16 personnes sont tuées lors d'une attaque terroriste, dans un village du cercle de Macina (région de Ségou), dans le centre du Mali[37] ;
  - au moins 16 immigrants clandestins Pakistanais sont morts et 10 autres sont portés disparus, après le naufrage d'un bateau au large des côtes libyennes[38].
- 15 février :
  - élections sénatoriales au Togo, le parti au pouvoir Union pour la République (UNIR) remporte 34 sièges sur les 41[39] ;
  - Mahamoud Ali Youssouf est élu président de la Commission de l'Union africaine ;
  - l'effondrement sur le site d'une mine d'or illégale près de Kéniéba au Mali fait au moins 48 morts[40] ;
  - six soldats sont tués par des hommes armés, et dix-sept assaillants tuées par l'armée béninoise, lors d’une attaque contre l'armée dans un parc national du nord du Bénin[41].
- 16 février : élections législatives aux Comores (2d tour).
- 16 et 17 février : au moins sept rebelles Touareg et une trentaine de civils sont tués, dans un accrochage entre les rebelles de l'Azawad et l'armée malienne, avec les supplétifs de Wagner, dans la région de Kidal au Mali[42].
- 20 février : au moins 22 personnes sont tuées dans le naufrage d'un bateau transportant des personnes qui tentaient de fuir les rebelles du M23, à travers le lac Édouard en République démocratique du Congo, en direction de l'Ouganda ; 8 survivants sont retrouvés[43].
- 22 février : le Mouvement national de libération de l'Azawad accuse les soldats maliens et les mercenaires du groupe Wagner d'avoir tué 24 civils au Mali[44].
- 25 février :
  - élections sénatoriales au Tchad[45] ;
  - un avion militaire soudanais s'écrase dans la banlieue de Khartoum, capitale du Soudan, tuant au moins 10 personnes et en blessant plusieurs autres[46] ;
  - au moins 70 membres du groupe islamiste shebab sont tués, lors d'une opération de l'armée somalienne, appuyée par les forces de l'état local, dans l'Etat d'Hirshabelle en Somalie[47].
- 27 février : deux explosions  causent la mort d'au moins 11 personnes et blessent plus de 70 autres lors d'un rassemblement public organisé par le  M23 à Bukavu, en république démocratique du Congo[48].
- 28 février : 11 soldats nigériens sont tués dans une attaque terroriste au Niger[49].

### Mars
- 1er mars : vingt combattants présumés des Forces démocratiques de libération du Rwanda (FDLR) sont remis par les rebelles du Mouvement du 23 mars (M23) aux autorités rwandaises. Parmi les prisonniers figurent le général Ezéchiel Gakwerere, accusé d'avoir participé au Génocide des Tutsis au Rwanda de 1994[50].
- 6 mars : une attaque menée par des milices pro gouvernementales wazalendo cause la mort d'au moins 35 personnes à Tambi, un village contrôlé par le M23 en république démocratique du Congo [51].
- 7 mars : un opérateur d'hélicoptère de la MINUSS et environ 27 soldats sud-soudanais sont tués, après avoir été la cible de tirs d'une milice locale alors qu'ils évacuaient la ville de Nasir, au Soudan du Sud[52].
- 9 mars : neuf personnes sont tuées par des rebelles des Forces démocratiques alliées, affiliés à l'État islamique, dans le territoire de Lubero, au Nord-Kivu, en république démocratique du Congo[53].
- 11 mars :
  - au moins dix personnes sont tuées après que cinq militants d'Al-Shabaab ont fait exploser une voiture piégée et attaqué un hôtel à Beledweyne, en Somalie[54] ;
  - au moins, 25 personnes sont tuées dans le chavirement de leurs bateaux, dans le sud-ouest de la république démocratique du Congo[55].
- 18 mars :
  - au moins 18 séparatistes sont tués lors d'une attaque aérienne de l'armée malienne, dans le nord du Mali[56] ;
  - tentative d'assassinat d'Hassan Sheikh Mohamoud en Somalie.
- 20 mars : la septuple médaillée olympique de natation et ministre des Sports du Zimbabwe Kirsty Coventry est élue présidente du Comité international olympique, devenant à la fois la première femme et la première personne africaine à la tête de l'institution.
- 21 mars : en visite à Madagascar, le président français Emmanuel Macron s'engage à la restitution de trois crânes sakalava à l'État de Madagascar, jusqu’alors conservés au musée de l'Homme à Paris[57].
- 22 mars : au moins 44 personnes sont tuées, et treize autres blessées, dans une attaque contre une mosquée à Kokorou, au Niger[58].
- 25 mars : au moins 54 personnes sont tuées dans une frappe aérienne militaire soudanaise sur un marché du village de Tora, au Darfour, au Soudan[59].
- 26 mars :
  - au Niger, les partis politiques sont dissous par la junte au pouvoir ;
  - fin de la bataille de Khartoum au Soudan.
- 27 mars : le sous-marin de tourisme Sindbad sombre en mer Rouge au large de Hurghada en Égypte. Au moins six personnes sont mortes parmi la quarantaine de passagers russes[60].
- 28 mars : une trentaine de soldats et une vingtaine de volontaires pour la défense de la patrie (VDP) sont tués dans l'attaque de leur base militaire, dans la ville de Diapaga dans l'est au Burkina Faso Faso[61].

### Avril
- 5 avril : des inondations font au moins 33 morts à Kinshasa, en république démocratique du Congo[62].
- 11 au 15 avril : au moins 400 personnes sont tuées par les Forces de soutien rapide, dans le camp de réfugiés de Zamzam et une ville au Darfour du Nord dans l’ouest du Soudan, et 40 000 fuient vers Tawila[63].
- 12 avril : élection présidentielle au Gabon, Brice Oligui Nguema est élu.
- 14 avril : au moins 51 personnes sont tuées dans l'escalade des affrontements entre éleveurs rivaux dans l'État du Plateau, au Nigeria, tandis que 2 000 autres personnes sont déplacées[64].
- 15 avril : au moins 143 personnes sont mortes et des dizaines d'autres portées disparues après un incendie survenu en début de semaine dans une embarcation sur le fleuve Congo dans la province de l’Équateur dans la République démocratique du Congo[65].
- 17 avril : au moins 54 militaires béninois sont tués dans une attaque djihadiste présumée dans le parc national du W, dans le nord du Bénin[66].
- 21 avril : au moins 30 personnes sont tuées dans des tirs d’artillerie des paramilitaires sur la ville assiégée d’El Fasher, au Darfour, dans l’ouest du Soudan[67].
- 24 avril : 5e sommet de la Commission de l'océan indien à Madagascar.
- 27 avril : des militants des Forces de soutien rapide tuent plus de 31 civils, dont des mineurs, lors d'une fusillade de masse près d'al-Salha, à Omdurman, au Soudan[68].

### Mai
- 2 mai : au moins 11 soldats nigérians sont tués dans une attaque jihadiste contre une base militaire, à Buni Gari, dans le nord-ouest du Nigeria[69].
- 3 mai : élection présidentielle au Togo, Jean-Lucien Savi de Tové est élu.
- 10 mai :
  - au moins 19 prisonniers sont tués, et 45 autres sont blessés lors d'une frappe aérienne des Forces de soutien rapide sur une prison à El Obeid, au Kordofan du Nord, au Soudan[70] ;
  - au moins trente voyageurs sont tués, et plusieurs véhicules incendiés, lors d'un incendie criminel et d'une fusillade de masse perpétrés par des hommes armés soupçonnés d'appartenir au Réseau de sécurité de l'Est (des séparatistes biafrais), le long de l'autoroute Okigwe-Owerri dans l'État d'Imo au sud-est du Nigeria[71].
- 11 mai :
  - au moins 23 personnes sont tuées par des hommes armés dans quatre attaques distinctes, dans l'État de Benue, dans le centre du Nigeria[72] ;
  - au moins une vingtaine de civils sont exécutés par l'armée malienne à Diafarabé, près de Tenenkou, dans la région de Mopti, au Mali[73].
- 13 mai :
  - le bilan de l'épidémie de choléra touchant l'Angola depuis janvier 2025 est de 20 050 cas rapportés dont 612 décès[74];
  - au Mali, le chef de la junte Assimi Goïta dissout les partis politiques ;
  - trois combattants d'Al-Shabaab, dont un haut commandant, sont tués lors d'une opération coordonnée de l'armée nationale somalienne à Jowle, Mudug, au Puntland, en Somalie[75].
- 14 mai : des affrontements intercommunautaires font au moins 41 morts dans le village Mandakao, dans la province du Logone-Occidental au Tchad, qui est incendié[76].
- 18 mai : au moins 14 personnes sont tuées dans des frappes paramilitaires sur un camp de déplacés à El Fasher, au Soudan[77].
- 19 mai :
  - plus de 70 militants d'Al-Shabaab sont tués le long de la frontière entre Hiiraan et Shabeellaha Dhexe en Somalie lors d'une opération militaire nocturne menée par l'armée nationale somalienne et des combattants de la défense locale de Hiiraan[78] ;
  - la Cour internationale de justice (CIJ) statue par 13 voix contre 2, que la Guinée équatoriale obtient la souveraineté sur les îles de Conga, Mbanié et Cocoteros dans le cadre d'un différend territorial avec le Gabon[79].
- 21 mai : au moins 100 personnes sont tuées dans un massacre commis par un convoi de l’armée, et des VDP, dans plusieurs villages des communes de Dori et Gorgadji, dans la région du Sahel, dans le nord du Burkina Faso[80].
- 23 mai :
  - 41 soldats des forces armées maliennes ont été tués dans l'attaque du camp militaire de Dioura (en), dans la commune de Karéri, au Mali, par le Groupe de soutien à l'islam et aux musulmans[81].
  - au moins 260 mineurs sont bloqués après un effondrement à la mine de Kloof, en Afrique du Sud[82] ;
  - après la prise d'Omdurman et la fin de la bataille de Khartoum, les forces armées soudanaises ont découvert une fosse commune contenant environ 465 corps à Omdurman[83].
- 24 mai :  au moins 30 personnes sont tuées, lors de deux attaques présumées de bandes armées dans le nord-est du Nigeria[84].
- 25 mai : une attaque de centaines de membres de l'État islamique dans le Grand Sahara sur une base militaire à Eknewane, dans le département de Tillia au Niger, fait au moins 58 morts dans les rangs du bataillon de renseignement et de surveillance des forces armées nigériennes[85].
- 28 mai : des inondations à Mokwa au Nigeria font plus de 700 morts, bilan provisoire[86], et 3 000 déplacés[87].
- 30 mai : au moins 60 djihadistes tués, dont un responsable de Boko Haram, lors d’opérations de l’armée dans le nord-est du Nigeria[88].

### Juin
- 2 juin : au moins 25 personnes sont tuées par des hommes armés dans deux attaques distinctes, dans l’État de Benue, au Nigeria[89].
- 3 juin : au moins une centaine de soldats sont tués dans leur base militaire par une attaque du JNIM, à Boulikessi, dans le centre du Mali[90].
- 4 juin : attaque de Tessit au Mali.
- 5 juin : élections législatives au Burundi.
- 7 juin : le Rwanda annonce quitter la Communauté économique des États de l'Afrique centrale.
- 14 juin :
  - au moins 100 personnes sont tuées, dont de nombreuses brûlées vives, des centaines d'autres sont blessées et des dizaines sont toujours portées disparues, lors d'une attaque menée par des hommes armés non identifiés à Guma, dans l'État de Benue, au Nigeria[91] ;
  - au moins 19 personnes sont tuées dans des inondations et des glissements de terrain causés par de fortes pluies à Kinshasa, en République démocratique du Congo[92].
- 17 juin : au moins 20 personnes sont tuées, et 16 blessés, après des affrontements communautaires dans la province de Ouaddaï dans l'est du Tchad[93].
- 18 juin : au moins, 19 personnes sont tuées après un empoisonnement intentionnel, lors d’un anniversaire en banlieue d’Antananarivo, à Madagascar[94].
- 19 juin :
  - au moins 71 soldats nigériens sont tués[95] lors d'une attaque menée par une centaine d'hommes armés, à Banibangou, dans l'ouest du Niger[96] ;
  - le Niger nationalise la filiale du géant français de l’uranium Orano, la Somaïr, mettant fin a la gestion d'Orano sur le consortium de l'uranium[97] ;
  - au moins 11 personnes d'une même famille sont tuées, et plusieurs autres blessées, dans le naufrage d’une pirogue sur le lac Fitri, au Tchad[98].
- 21 juin :
  - au moins 20 combattants anti-djihadistes sont tués dans un attentat-suicide dans le nord-est du Nigeria[99] ;
  - les Pays-Bas restituent officiellement 119 sculptures de la collection de bronzes du Bénin, pillées au royaume du Bénin, dans l'actuel État d'Edo au Nigeria, par les forces coloniales britanniques[100].
- 22 juin : au moins sept soldats ougandais sont tués, dans des combats en Somalie contre les islamistes radicaux shebab[101].
- 23 juin : au moins 71 personnes sont tuées, et une vingtaine d'autres sont blessées, lors d'une attaque armée à Manda, au Niger[102].
- 23 au 27 juin : forum du U.S.-Africa Business Summit à Luanda (Angola)[103].
- 24 juin : plus d'une centaine de bandits sont tués par les forces paramilitaires de l'état de Zamfara, dans le nord-ouest du Nigeria[104].
- 25 juin : au moins 17 soldats sont tués lors d'une attaque de groupes de bandits sur trois bases militaires dans les États de Kaduna et de Niger, au Nigeria. L'armée de terre et l'armée de l'air indiquent avoir lancé des contre-offensives contre les bandes de bandits[105].
- 26 juin : au moins vingt personnes sont tuées, et 280 autres blessées après qu'une explosion a provoqué une bousculade dans un lycée de Bangui, en République centrafricaine[106].
- 27 juin : la république démocratique du Congo et le Rwanda signent un accord de paix aux États-Unis[107].
- 29 juin : au moins 11 personnes sont tuées et sept autres blessées après l'effondrement d'une mine d'or à Houeid, au Soudan[108].
- 30 juin : commission mixte franco-malgache, chargée de statuer sur la restitution des îles Éparses à Madagascar[109].

### Juillet
- 1er juillet :
  - le Groupe de soutien à l'islam et aux musulmans lance à l'aube sept attaques simultanément dans l’ouest et le centre du Mali dans les villes de Kayes, Niono, Molodo, Sandaré, Nioro-du-Sahel, Diboly et Gogui. Les forces armées maliennes déclarent dans l'après-midi avoir la situation sous contrôle et que plus de 80 terroristes ont été neutralisés[110] ;
  - la France rétrocède la base militaire de Rufisque au Sénégal[111].
- 4 juillet : au moins 28 personnes sont tuées dans deux attaques non liées, menées par des groupes djihadistes, dans le nord-est et le nord-ouest du Nigeria[112].
- 7 juillet :
  - l’Assemblée nationale française adopte à l'unanimité une loi portant sur la déclassification du tambour parleur « Djidji Ayokwe » des collections publiques françaises, dans le but de le restituer à la Côte d’Ivoire[113].
  - 10 personnes sont tuées et 29 autres sont blessées lors de manifestations antigouvernementales au Kenya[114].
- 10 juillet :
  - suite à l'accord de paix conclu le 19 avril 2025 entre le gouvernement centrafricain et les groupes armés 3R et Unité pour la paix en Centrafrique; ces derniers sont officiellement dissous au cours d'une cérémonie organisée à Bangui[115] ;
  - les forces de sécurité nigérianes tuent 30 hommes armés lors d'une opération menée en réponse à des attaques de villages du nord-ouest du Nigeria[116].
- 12 juillet : des combattants des Forces démocratiques alliées (ADF), affiliés à l'État islamique, tuent 66 personnes dans le territoire d'Irumu, en République démocratique du Congo[117].
- 12-13 juillet : au moins 300 personnes sont tuées par des combattants des Forces de soutien rapide (FSR) dans la région du Nord-Kordofan au Soudan[118], dont 48 civils lors d'une attaque dans le village d’Oum Garfa[119].
- 16 juillet : au moins 20 personnes sont tuées lors d'une attaque menée par des hommes armés non identifiés contre un village de Riyom, dans l'État du Plateau au Nigeria[120].
- 17 juillet :
  - élections municipales au Togo ;
  - la France restitue ses dernières infrastructures militaires au Sénégal[121].
- 19 juillet : le groupe armé du M23, soutenu par le Rwanda, et la République démocratique du Congo signent au Qatar une déclaration de principes incluant un accord de cessez-le-feu[122].
- 27 juillet :
  - des militants des Forces démocratiques alliées (ADF) attaquent la ville de Komanda, dans la province de l'Ituri, en république démocratique du Congo, tuant au moins 43 personnes, dont 20 lors d'une veillée dans une église catholique[123] ;
  - Vingt-cinq personnes sont tuées, 26 autres sont secourues et environ 49 sont portées disparues lorsqu'un grand bateau en bois chavire dans l'État de Niger, au Nigeria[124].
- 28 juillet : deux attaques simultanées font plus de 100 morts au Burkina Faso, dans un camp militaire près de Ouagadougou la capitale, et dans le nord-est du pays, un convoi de ravitaillement escorté par l’armée tombant dans une embuscade de l'État islamique au Sahel[125].
- 30 juillet : au moins quatre soldats sud-soudanais sont tués par les forces ougandaises, qui ont riposté après la mort d'un soldat ougandais tué par les forces sud-soudanaises, lors d'affrontements frontaliers[126].

### Août
- 4-5 août : élections sénatoriales en Égypte.
- 6 août : un hélicoptère Z-9 de l'armée de l'air ghanéenne s'écrase près d'Obuasi, dans la région Ashanti, au Ghana, tuant huit personnes, dont deux ministres[127].
- 11 août : au moins 40 personnes sont tuées et 19 autres blessées lors d'attaques menées par les Forces de soutien rapide contre un camp de déplacés frappé par la famine à Al-Fashir, au Darfour du Nord, au Soudan[128].
- 12 au 24 août : 31e édition du championnat d'Afrique masculin de basket-ball.
- 16 août : six des sept personnes à bord d'un avion Antonov An-2 d'une compagnie aérienne dont c'était le vol de certification meurent dans le crash de cet appareil au km 34 de la Route nationale 4 près de Kisangani, en République démocratique du Congo[129].
- 17 août : plus de 40 personnes sont portées disparues lorsqu'un bateau, transportant 50 personnes vers un marché populaire, chavire dans l'État de Sokoto, au Nigeria[130].
- 19 août : au moins 27 personnes sont tuées et plusieurs autres sont blessées lors d'une fusillade de masse perpétrée par des bandits dans une mosquée de Malumfashi, au Nigeria[131].

### Septembre
- 16 septembre : élections législatives et élection présidentielle au Malawi.
- 21 septembre : référendum constitutionnel en Guinée[132].
- 21 au 28 septembre : championnats du monde de cyclisme sur route au Rwanda.

### Octobre
- 12 octobre : élection présidentielle au Cameroun.
- 25 octobre : élection présidentielle en Côte d'Ivoire.

### Novembre
- 23 novembre : élection présidentielle et législatives en Guinée-Bissau.

### Décembre
- 21 décembre : ouverture de la Coupe d'Afrique des nations de football 2025 au Maroc.
- 27 décembre : élections législatives en Côte d'Ivoire.
- 28 décembre : élections législatives et élection présidentielle en République centrafricaine.
- décembre : élections législatives et élection présidentielle en Guinée[133].

### Date incertaine
- élections législatives en Égypte.
- élection présidentielle au Mali.
- élections législatives au Mali.

#### L'année sportive 2025 en Afrique
- Championnats d'Afrique d'athlétisme 2025
- Championnat d'Afrique de basket-ball 2025
- Coupe de la confédération 2025-2026.
- Coupe d'Afrique des nations des moins de 20 ans 2025.
- Jeux africains de 2025.
- Ligue des champions de la CAF 2024-2025.
- Ligue des champions de la CAF 2025-2026.

#### L'année 2025 dans le reste du monde
- L'année 2025 dans le monde
- 2025 par pays en Amérique • 2025 au Brésil, 2025 au Canada, 2025 au Québec, 2025 aux États-Unis
- 2025 en Europe • 2025 en Belgique, 2025 en France, 2025 en Italie, 2025 en Suisse
- 2025 par pays en Asie • 2025 par pays en Océanie, 2025 en Océanie • 2025 en Antarctique
- 2025 aux Nations unies
- Décès en 2025